# Hussein Ali Beg Bayat
Hussein Ali Beg Bayat (Persia, XVI secolo – Isfahan, XVII secolo) è stato un diplomatico persiano.
Fu ambasciatore dello scià di Persia presso il Sacro Romano Impero, l'Impero russo, la Spagna asburgica e diverse altre corti europee; fu membro rilevante della prima ambasciata safavide in Europa.

## Biografia
Quando lo scià Abbas I di Persia decise di inviare l'avventuriero e diplomatico inglese sir Anthony Shirley in un'importante missione diplomatica in Europa per ottenere supporto e formare un'alleanza contro il nemico comune rappresentato dall'Impero ottomano, Anthony chiese al sovrano di affiancargli un persiano di rango. Abbas scelse un nobile qizilbash, Hussein Ali Beg, e secondo lo storico David Blow, sembra l'abbia investito della guida ufficiale della missione. Ad ogni modo non si è mai compreso se questo sia stato uno degli attriti costanti sviluppatisi tra l'inglese e il persiano durante tutta la durata della missione diplomatica in Europa. Sir Robert Shirley, che Abbas aveva inizialmente prescelto per tale ruolo al posto di suo fratello sir Anthony, rimase in Persia per addestrare l'esercito al costume di battaglia degli inglesi. Hussein Ali Beg ed Anthony vennero accompagnati nel loro viaggio da altri tre notabili persiani, tra cui il nipote di Hussein Ali Beg, Ali Qoli Beg, Uruch Beg (poi don Juan), diciannove membri del gruppo originario degli inglesi al seguito di sir Anthony e da due frati portoghesi. Hussein Ali Beg prese inoltre con sé un certo numero di segretari persiani e servitori. Il gruppo lasciò la capitale safavide di Isfahan il 9 luglio 1599. Dopo aver raggiunto Astrachan', trascorsero l'inverno alla corte russa di Mosca. Qui, Hussein Ali Beg e sir Anthony discussero la prima volta su chi dovesse avere la precedenza tra loro due nei ricevimenti ufficiali, ma lo zar Boris Godunov scelse Hussein Ali Beg e giunse ad imprigionare sir Anthony per qualche tempo dopo che il frate portoghese Nicolò de Melo gli mosse delle accuse. Nella primavera del 1600, Hussein Ali Beg ed i suoi lasciarono Mosca e dopo diverse soste in varie corti tedesche, giunsero nella capitale del Sacro Romano Impero che all'epoca era posta a Praga, in Boemia, nell'autunno del 1600. Qui l'imperatore Rodolfo II del Sacro Romano Impero accolse l'ambasciata con grande splendore: il suo intento era quello di impressionare i persiani e mostrare loro la sua disponibilità essendo già in guerra con gli ottomani. Dopo una lunga permanenza a Praga, il gruppo partì alla volta della Baviera, poi si portò a Mantova ed infine a Firenze dove venne ricevuto dai Medici.
Le relazioni tra Hussein Ali Beg e Anthony Shirley peggiorarono drasticamente. A Siena, vi fu una nuova pesante discussione tra i due per la mancanza dei doni da portare alle corti, motivo per cui Hussein accusò di furto sir Anthony. Il 5 aprile 1601 i due fecero il loro ingresso trionfale a Roma, venendo accolti da colpi di salve da Castel Sant'Angelo, ma ancora una volta si pose il problema della precedenza. Per queste continue discussioni in pubblico, l loro udienza con papa Clemente VIII venne ritardata. Alla fine di maggio di quello stesso anno, i due ripartirono. Anthony Shirley inizialmente si portò a Venezia e finì i suoi giorni a Madrid. Hussein Ali Beg invece fu sul punto di ritornare in patria dopo che tre dei membri della spedizione si erano convertiti al cattolicesimo. Il viaggio di Hussein proseguì quindi col resto del gruppo alla volta di Valladolid, in Spagna. Alla corte spagnola, Hussein colse l'occasione per lamentarsi col sovrano del trattamento che i mercanti persiani ricevevano dalle autorità portoghesi sull'isola di Hormuz. Filippo III di Spagna, che era all'epoca anche re del Portogallo, promise di far presente la cosa alle autorità portoghesi e di assistere i persiani nella loro lotta contro i turchi. Hussein Ali Beg incontrò ulteriori difficoltà quando altri tre membri principali al suo seguito, tra cui suo nipote Ali Qoli Beg, vennero convertiti dai gesuiti e divennero cattolici. Suo nipote Ali Qoli Beg ed Uruch Beg vennero battezzati rispettivamente don Felipe e don Juan nella Cappella Reale, alla presenza del re e della regina come loro padrini. Hussein Ali Beg, sentendosi impotente di fronte a quanto accaduto, decise di portarsi a Lisbona e imbarcarsi nuovamente in Iran nel 1602. Hussein Ali Beg ed il suo entourage avevano inizialmente pensato di raggiungere anche le corti di Francia, Inghilterra, Scozia e Polonia, ma abbandonarono il progetto e tornarono direttamente in Persia.